# 플레이그램
플레이그램(영어: PlayGram Co. Ltd.)는 대한민국의 영상콘텐츠 및 엠알오 기업이다. 본사는 서울시 강남구 삼성로648 4층 삼성동에 위치해 있으며 대표이사는 김재욱, 선영이다.

## 역사
1974년 엔케이물산으로 설립되었다.
2021년 11월 사명을 플레이그램으로 변경하였다.
2023년에 매니지먼트 및 영화제작사인 워크하우스컴퍼니 지분 50억원 어치를 취득하였다.

## 참고문헌
1. ↑  노은미, 한국IR협의회 기술분석보고서-플레이그램, 2023년 12월 21일
2. ↑  문지민, '플레이그램'은 누구?, 딜사이트, 2022년 7월 22일
3. ↑  플레이그램, 워크하우스컴퍼니 지분 20% 취득, 뉴스핌, 2023년 2월 28일